# Talbot-Lago Sport e America
La Sport e la America furono due autovetture prodotte dal 1955 al 1960 dalla Casa automobilistica anglo-francese Talbot-Lago.

## Storia

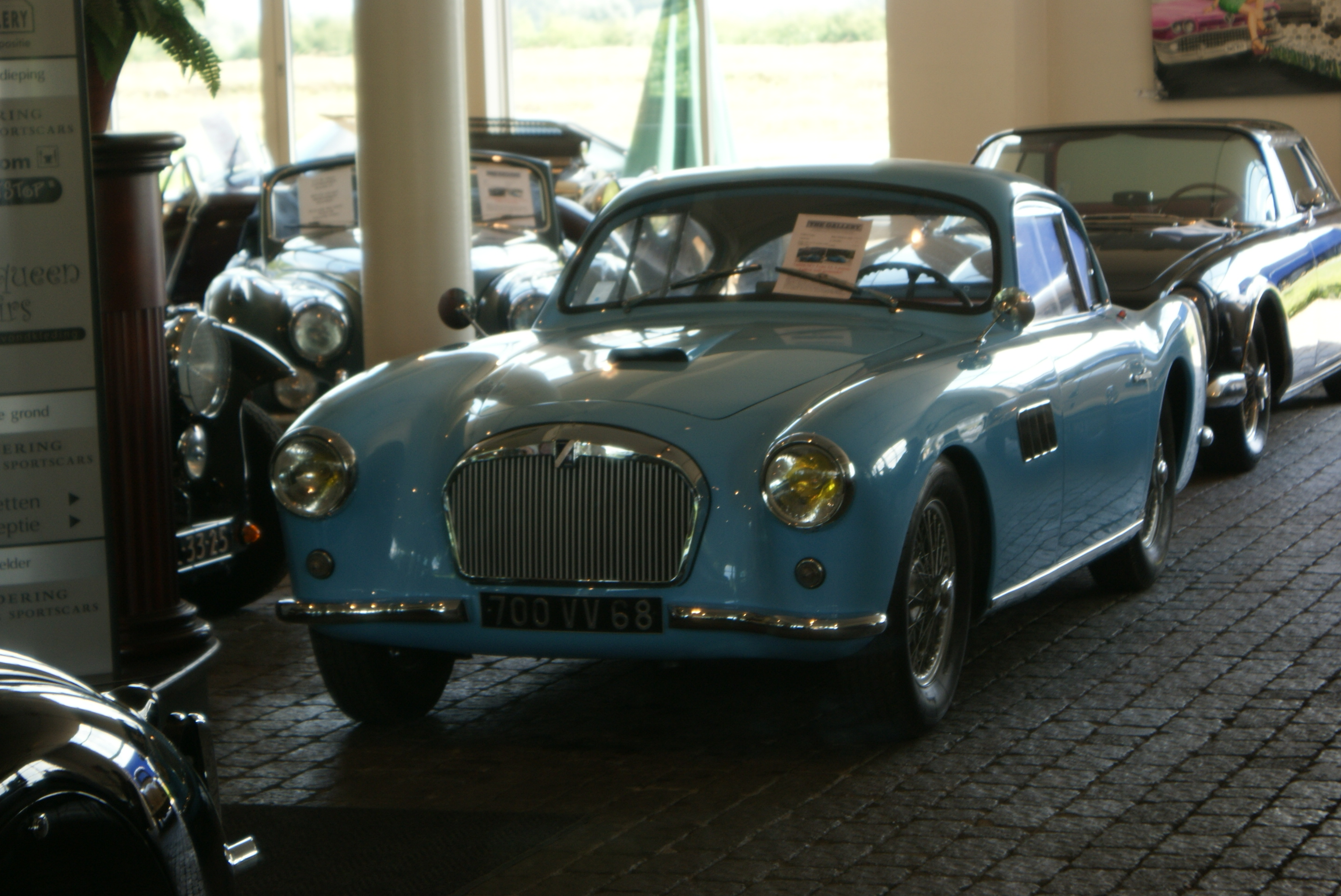
Talbot-Lago America

Queste due vetture rappresentarono gli ultimi tentativi della Talbot-Lago di recuperare una situazione economica resa critica dagli scarsi numeri di vendita dei modelli proposti fin dall'immediato dopoguerra.

La Sport fu presentata nel 1955 come erede della Baby 15CV e montava un 4 cilindri da 2451 cm³ in grado di erogare una potenza massima di 120 CV a 5000 giri/min, un valore non molto alto, che penalizzava fortemente le prestazioni. 

A causa di ciò e del prezzo troppo alto, la vettura vendette soli 54 esemplari.

Sempre più in allarme, la Casa anglo-francese si rivolse al mercato statunitense, proponendo il modello America, una variante della Sport con motore a 8 cilindri di origine BMW. Il risultato fu ancor più scoraggiante: appena 12 esemplari venduti. Nel 1958 la Talbot-Lago ormai alla deriva viene acquistata dalla SIMCA, la quale, essendo sempre stata estranea alla produzione di lusso, equipaggiò la America con il V8 da 2351 cm³ della Simca Vedette; il risultato si tradusse in soli 5 esemplari venduti.
L'ultima apparizione di una di queste vetture in pubblico risale a un salone automobilistico del 1960.